# Мейсце-Оджанське
Мейсце-Оджанське (пол. Miejsce Odrzańskie, нім. Mistitz) — село в Польщі, у гміні Цисек Кендзежинсько-Козельського повіту Опольського воєводства.
Населення — 312 осіб (2011).

## Демографія
Демографічна структура станом на 31 березня 2011 року:
|          | Загалом | Допрацездатний вік | Працездатний вік | Постпрацездатний вік |
| -------- | ------- | ------------------ | ---------------- | -------------------- |
| Чоловіки | 151     | 30                 | 96               | 25                   |
| Жінки    | 161     | 33                 | 73               | 55                   |
| Разом    | 312     | 63                 | 169              | 80                   |